# 井上秀一
井上 秀一（いのうえ ひでかず、1938年1月1日 - 2021年12月27日）は、日本の実業家。

## 経歴
東京都出身。東京都立戸山高等学校を経て、1961年に東京大学法学部を卒業し、日本電信電話公社に入社。日本電信電話でグループ事業推進本部副本部長や東海支社長などを歴任し、1991年6月に取締役に就任し、1995年6月に常務、1996年6月に副社長を経て、1999年7月に統合再編により発足した東日本電信電話の社長を2002年6月までに務めた。
2003年4月に日本郵政公社非常勤監事に就任し、2007年10月に郵便局社外取締役に就任した。
2015年旭日重光章受章。
2021年12月27日、急性骨髄性白血病のために死去。83歳没。